# Hiroaki Kunitake
Hiroaki Kunitake (* 10. Februar 2002 in Higashiura, Präfektur Aichi) ist ein japanischer Snowboarder. Er startet in den Disziplinen Slopestyle und Big Air.

## Werdegang
Kunitake errang im September 2016 bei den Cardrona Games den zweiten Platz im Slopestyle und siegte im Februar 2017 bei der US Revolution Tour in Mammoth im Slopestyle. Im folgenden Monat wurde er japanischer Meister im Slopestyle und gewann beim Grandvalira Total Fight den Slopestyle-Wettbewerb. Zu Beginn der Saison 2017/18 startete er in Cardrona erstmals im Snowboard-Weltcup und belegte dabei den 19. Platz im Slopestyle. Es folgten drei Top-Zehn-Platzierungen, darunter Platz zwei im Slopestyle in Snowmass und zum Saisonende der siebte Platz im Big-Air-Weltcup, der sechste Rang im Freestyle-Weltcup und der vierte Platz im Slopestyle-Weltcup. Bei den Olympischen Winterspielen 2018 in Pyeongchang kam er auf den 33. Platz im Big Air und auf den 26. Rang im Slopestyle. Im folgenden Jahr wurde er bei den Weltmeisterschaften in Park City Vierter im Slopestyle. Bei den Snowboard-Weltmeisterschaften 2021 belegte er den 43. Platz im Big Air sowie den achten Rang im Slopestyle und bei den Olympischen Winterspielen 2022 in Peking den 21. Platz im Slopestyle sowie den vierten Rang im Big Air.

## Weltcupsiege
| Nr. | Datum             | Ort             | Disziplin |
| --- | ----------------- | --------------- | --------- |
| 1.  | 15. Dezember 2023 | Copper Mountain | Big Air   |